# Gobierno Jørgensen III
El gobierno Anker Jørgensen III (también llamado gobierno SV, el gobierno obrero-campesino o el ministerio Anker Jørgensen III) fue el gobierno de Dinamarca desde el 30 de agosto de 1978 al 26 de octubre de 1979. Fue la primera vez que los Socialdemócratas y el partido liberal Venstre se sentaron juntos en el gobierno, desde los gobiernos de coalición durante la Primera y la Segunda Guerra Mundial. Después de este, tuvieron que pasar más de cuarenta años para que un gobierno volviera a estar conformado por ambos partidos.
El gobierno estuvo formado por ministros de los Socialdemócratas y de Venstre. Solo fue modificado en tres oportunidades, en 22 de diciembre de 1978, 5 de enero de 1979 y 13 de marzo de 1979. Los ministros fueron:
| Ministerio                                            | Ministro               | Partido | Partido          | Inicio               | Término                 |
| ----------------------------------------------------- | ---------------------- | ------- | ---------------- | -------------------- | ----------------------- |
| Primer Ministro                                       | Anker Jørgensen        |         | Socialdemócratas | 30 de agosto de 1978 | 26 de octubre de 1979   |
| Ministro de Hacienda                                  | Knud Heinesen          |         | Socialdemócratas | 30 de agosto de 1978 | 26 de octubre de 1979   |
| Ministro de Asuntos Exteriores                        | Henning Christophersen |         | Venstre          | 30 de agosto de 1978 | 26 de octubre de 1979   |
| Ministra de Justicia                                  | Nathalie Lind          |         | Venstre          | 30 de agosto de 1978 | 26 de octubre de 1979   |
| Ministro de Asuntos Sociales                          | Erling Jensen          |         | Socialdemócratas | 30 de agosto de 1978 | 26 de octubre de 1979   |
| Ministro sin cartera para coordinación económica      | Per Hækkerup           |         | Socialdemócratas | 30 de agosto de 1978 | 13 de marzo de 1979     |
| Ministra sin cartera para política exterior           | Lise Østergaard        |         | Socialdemócratas | 30 de agosto de 1978 | 26 de octubre de 1979   |
| Ministro de Medio Ambiente                            | Ivar Nørgaard          |         | Socialdemócratas | 30 de agosto de 1978 | 26 de octubre de 1979   |
| Ministro de Iglesia                                   | Egon Jensen            |         | Socialdemócratas | 30 de agosto de 1978 | 26 de octubre de 1979   |
| Ministro de Asuntos Culturales                        | Niels Matthiasen       |         | Socialdemócratas | 30 de agosto de 1978 | 26 de octubre de 1979   |
| Ministro de Pesca                                     | Svend Jakobsen         |         | Socialdemócratas | 30 de agosto de 1978 | 26 de octubre de 1979   |
| Ministro para Groenlandia                             | Jørgen Peder Hansen    |         | Socialdemócratas | 30 de agosto de 1978 | 26 de octubre de 1979   |
| Ministra de Educación                                 | Ritt Bjerregaard       |         | Socialdemócratas | 30 de agosto de 1978 | 22 de diciembre de 1978 |
| Ministra de Educación                                 | Dorte Bennedsen        |         | Socialdemócratas | 5 de enero de 1979   | 26 de octubre de 1979   |
| Ministro de Economía Ministro de Impuestos y Derechos | Anders Andersen        |         | Venstre          | 30 de agosto de 1978 | 26 de octubre de 1979   |
| Ministro de Agricultura                               | Niels Anker Kofoed     |         | Venstre          | 30 de agosto de 1978 | 26 de octubre de 1979   |
| Ministro de Defensa                                   | Poul Søgaard           |         | Socialdemócratas | 30 de agosto de 1978 | 26 de octubre de 1979   |
| Ministro del Trabajo                                  | Svend Auken            |         | Socialdemócratas | 30 de agosto de 1978 | 26 de octubre de 1979   |
| Ministro del Interior                                 | Knud Enggaard          |         | Venstre          | 30 de agosto de 1978 | 26 de octubre de 1979   |
| Ministro de Comercio                                  | Arne Christiansen      |         | Venstre          | 30 de agosto de 1978 | 26 de octubre de 1979   |
| Ministro de Vivienda                                  | Erling Olsen           |         | Socialdemócratas | 30 de agosto de 1978 | 26 de octubre de 1979   |
| Ministro de Obras Públicas                            | Ivar Hansen            |         | Venstre          | 30 de agosto de 1978 | 26 de octubre de 1979   |